# Aega falcata
Aega falcata là một loài chân đều trong họ Aegidae. Loài này được Kensley & Chan miêu tả khoa học năm 2001.